# エロス空港
エロス空港（エロスくうこう、Eros Airport、(IATA: ERS, ICAO: FYWE)）またはウィントフック・エロス空港（ウィントフック・エロスくうこう、Windhoek Eros Airport）は、ナミビア共和国にある空港で、同国の首都かつ最大の都市であるウィントフックの利用に供する。ホマス州に位置し、ウィントフックの中心業務地区から南に約5kmのところにある。
エロス空港はゼネラル・アビエーションを取り扱う混雑した空港であり、南部アフリカ開発共同体地域においても最も混雑した空港の1港である。商用からプライベートまで、そして高性能のジェット機からセスナ 152の訓練機まで、幅広い航空機が利用する。最も利用が多いのはチャーター便であり、主にセスナ 210を使用したナミビアのサファリ遊覧飛行に利用される。1日におよそ150便から200便（年間約50,000便）が発着する。2004年には141,605人の乗客が利用した。
エロス空港は有視界気象状態（VMC）の時にウィンドフック・ホセア・クタコ国際空港の代替空港となる。これまでに着陸した最大の旅客機はボーイング737で、ウィンドフック・ホセア・クタコ国際空港が強い横風とウインドシアのため着陸できなかったことから代替空港としてエロス空港が選ばれた。
2008年1月にセスナ 210が離陸後に墜落し、パイロットと乗客6人全員が死亡した。この事故について航空機事故調査局は、パイロットのミスが原因であると判断した。。

## 設備
エロス空港は海抜1,699mの高さにある。滑走路は2本で第1滑走路はアスファルトで舗装されており、第1滑走路は01/19で2,229×30m、第2滑走路は09/27で1005×30mである。

## 就航路線
| 航空会社     | 就航地                                                     |
| ------------ | ---------------------------------------------------------- |
| ナミビア航空 | カティマ・ムリロ(カティマ・ムリロ)、オンダングア、ルンドゥ |